# 이승희 (1989년)
이승희(1989년 5월 10일 ~ )은 대한민국의 연합뉴스TV 뉴스의 아나운서로 활동하고 있다.

## 학력
- 명지대학교 국제통상학과

## 경력
- 연합뉴스TV 뉴스 아나운서